# C/1954 M2 (Kresak-Peltier)
C/1954 M2 (Kresak-Peltier) ist ein Komet, der im Jahr 1954 nur mit optischen Hilfsmitteln beobachtet werden konnte.

## Entdeckung und Beobachtung
Der slowakische Astronom Ľubor Kresák entdeckte diesen Kometen am Observatorium Skalnaté Pleso am späten Abend des 26. Juni 1954 kurz vor Mitternacht mit einem 10-cm-Fernglas. Er schätzte die Helligkeit auf 10 mag und beschrieb das Aussehen des Kometen als diffus. Zum Zeitpunkt seiner Entdeckung war der Komet noch 1,39 AE von der Sonne und 0,61 AE von der Erde entfernt. Drei Tage später wurde der Komet auch vom amerikanischen Amateurastronomen Leslie Copus Peltier in Delphos (Ohio) unabhängig davon aufgefunden, es war bereits seine zwölfte Kometenentdeckung. Er schätzte die Helligkeit auf 9 mag. In derselben Nacht konnte auch Max Beyer an der Hamburger Sternwarte Kresáks Entdeckung erstmals durch Beobachtung mit einem Teleskop bestätigen. Peltiers Entdeckung konnte am folgenden Tag am Lick-Observatorium in Kalifornien bestätigt werden.
Der Komet wurde in den folgenden Tagen in der Slowakei, in Deutschland, England, USA und Japan weiter beobachtet. Seine Helligkeit lag dabei immer im Bereich von 9–10 mag und er bewegte sich am Himmel weiter nach Süden. In der zweiten Hälfte des Juli gelangen auch Beobachtungen und Fotografien in Argentinien und Südafrika.
Ab Ende August bewegte sich der Komet am Himmel wieder nordwärts und erreichte am 3. September seine geringste Elongation von der Sonne mit 37°. Am 9. Oktober konnte er von Elizabeth Roemer am Lick-Observatorium noch einmal bei einer Helligkeit von 13 mag fotografiert werden. Die letzte Beobachtung gelang Kresák und seiner Kollegin M. Vozárová am Morgen des 24. Oktober als ein sehr schwaches und diffuses Objekt. Weitere Versuche bis Mitte Januar 1955 an verschiedenen Observatorien konnten keine Spur des Kometen mehr finden.

## Wissenschaftliche Auswertung
Eine definitive Bestimmung einer Umlaufbahn für den Kometen erfolgte 1967 durch M. A. Mamedov aus 24 Beobachtungen über 117 Tage unter Berücksichtigung der Bahnstörungen durch fünf Planeten. Er bestimmte eine hyperbolische Bahn mit einer Exzentrizität von 1,00018.
Brian Marsden, Zdenek Sekanina und Edgar Everhart bestimmten dann 1978 für die ursprüngliche Bahn des Kometen vor dem Durchlaufen des inneren Sonnensystems eine elliptische Form mit einer Großen Halbachse in der Größenordnung von etwa 28.000 AE (0,44 Lichtjahre) mit einer Umlaufzeit von etwa 4,6 Mio. Jahren. Für seine zukünftige Bahn bestimmten sie eine Große Halbachse von etwa 17.000 AE und eine Umlaufzeit von etwa 2,2 Mio. Jahre. Es könnte sich demnach um einen „dynamisch neuen“ Kometen aus der Oortschen Wolke gehandelt haben, der möglicherweise zum ersten Mal in Sonnennähe kam.
In einer Untersuchung von 2001 konnte P. A. Dybczyński zeigen, dass u. a. bei diesem Kometen die gravitativen Kräfte der galaktischen Scheibe und benachbarter Fixsterne (exemplarisch insbesondere für Algol gezeigt) einen starken Einfluss auf die Bahnneigung und die Periheldistanz der Kometenbahn bei seinem vorherigen Umlauf hatten und er damit definitiv als „dynamisch neuer“ Komet anzusehen ist.

## Umlaufbahn
Für den Kometen konnte aus 10 Beobachtungsdaten über 101 Tage eine unsichere hyperbolische Umlaufbahn bestimmt werden, die um rund 89° gegen die Ekliptik geneigt ist. Die Bahn des Kometen steht damit nahezu senkrecht gestellt zu den Bahnebenen der Planeten. Im sonnennächsten Punkt (Perihel), den der Komet am 29. August 1954 durchlaufen hat, war er etwa 111,7 Mio. km von der Sonne entfernt und befand sich damit etwas weiter von ihr entfernt als die Venus. Bereits am 24. Juni hatte er sich dem Mars bis auf etwa 84,5 Mio. km genähert, am 29. Juni erreichte er mit etwa 90,2 Mio. km (0,60 AE) den geringsten Abstand zur Erde und am 1. August passierte er die Venus in einer Distanz von etwa 61,9 Mio. km. Am 20. November fand noch eine weitere Annäherung an die Erde bis auf etwa 120,0 Mio. km (0,80 AE) statt.
Nach den unsicheren Bahnelementen der JPL Small-Body Database, die keine nicht-gravitativen Kräfte auf den Kometen berücksichtigen, hatte seine Bahn lange vor seiner Passage des inneren Sonnensystems noch eine Exzentrizität von etwa 1,000021. Da die Unsicherheit der Bahnelemente aber größer ist als die Abweichung dieses Werts von einer parabolischen Bahn, kann keine Aussage darüber getroffen werden, ob der Komet sich ursprünglich wirklich auf einer hyperbolischen Bahn bewegte (zumal dies den Untersuchungen von Marsden, Sekanina, Everhart und Dybczyński widersprechen würde). Durch die Anziehungskraft der Planeten, insbesondere durch nahe Vorbeigänge am Saturn im März 1954 in knapp 8 ½ AE und am Jupiter im Januar 1955 in etwa 3 ¾ AE Distanz, wurde die Bahnexzentrizität seiner zukünftigen Bahn relativ zu seiner ursprünglichen Bahn geringfügig um etwa 0,00002 verringert.